# Theritas mavors
Theritas mavors is een vlinder uit de familie van de Lycaenidae. De wetenschappelijke naam van de soort is voor het eerst geldig gepubliceerd in 1818 door Jacob Hübner. De soort komt voor in de Nieuwe Wereld van Mexico tot en met Brazilië.

## Synoniemen
- Thecla kalikimaka Clench, 1944
- Thecla lotis Goodson, 1945